# The Formula (album de 9th Wonder et Buckshot)
Albums de 9th Wonder & Buckshot
Chemistry
(2005) The Solution
(2012)
The Formula est un album collaboratif de 9th Wonder et Buckshot, sorti le 29 avril 2008.
L'album s'est classé 2e au Top Heatseekers, 17e au Top Independent Albums, 47e au Top R&B/Hip-Hop Albums et 137e au Billboard 200.

## Liste des titres
| No  | Titre                                                                                           | Contient un (des) sample(s) de                                           | Durée |
| --- | ----------------------------------------------------------------------------------------------- | ------------------------------------------------------------------------ | ----- |
| 1.  | Intro (featuring Beat Justice, Brittany B, Chi Chi, World Famous Danny Boy et The Formula Crew) | It May Be Winter Outside (But in My Heart It's Spring) du Love Unlimited | 3:56  |
| 2.  | Ready (Brand New Day)                                                                           | Freedom for the Stallion de The Hues Corporation                         | 3:51  |
| 3.  | Be Cool (featuring Swan)                                                                        | Bad News des Five Stairsteps & Cubie                                     | 3:07  |
| 4.  | Go All Out (No Doubt!!!) (featuring Carlitta Durand)                                            | Lifetime Thing d'Isaac Hayes                                             | 3:39  |
| 5.  | No Future                                                                                       | Even This Shall Pass Away des Sylvers                                    | 3:04  |
| 6.  | Hold It Down (featuring Talib Kweli et Tyler Woods)                                             | Let Me Down Easy d'Inez Foxx                                             | 4:30  |
| 7.  | Whassup With U? (featuring Keisha Shontelle)                                                    | Give Me Your Love (Love Song) de Curtis Mayfield                         | 4:50  |
| 8.  | Only For You (Big Lou)                                                                          |                                                                          | 2:46  |
| 9.  | Just Display                                                                                    | You Send Me de Mavis Staples                                             | 2:53  |
| 10. | Here We Go                                                                                      | That Lets Me Know I'm in Love de McFadden & Whitehead                    | 4:51  |
| 11. | Throwin' Shade                                                                                  | I'm So Proud d'Isaac Hayes                                               | 3:24  |
| 12. | Shinin' Yall (featuring Arafat Yates et Big Chops)                                              | Sunlight Shining de Galt MacDermot featuring Leta Galloway               | 3:33  |
| 13. | Man Listen (Cause Ummm) (featuring Carlitta Durand)                                             | It's Yours to Have de Freda Payne                                        | 3:10  |